# الخياشين (الحيمة الخارجية)

تعديل مصدري - تعديل

الخياشين هي إحدى قرى عزلة المخلاف بمديرية الحيمة الخارجية التابعة لمحافظة صنعاء، بلغ تعداد سكانها 143 نسمة حسب تعداد اليمن لعام 2004.